# 西平野停留場
西平野停留場（にしひらのていりゅうじょう）は、かつて大阪府大阪市平野区背戸口にあった南海電気鉄道平野線の駅（電停）である。

## 概要
開業当時からの終着駅であった平野停留場の西側に開設された。平野線最後の新設駅。
現在の大阪市平野区の背戸口公園の場所に上り（今池方面）ホーム、公園対面の高速高架下にある新平野コミュニティーセンター（公民館）の北側あたりに、下り（平野行）ホームが千鳥配置されていた。営業廃止時の中野停留場・西平野停留場間は、阪神高速14号松原線の高架下を走っており、また平野線で駅間が一番離れている区間でもあった(0.9 km)。その頃の当駅下りホームは、円弧を描き、軌道が微妙に湾曲していた。これは阪神高速の工事開始に伴い、線路が移設されたことによるものであった。ここから終点平野までは、開業当時からの敷地を走る。

## 歴史
- 1942年（昭和17年）2月15日：開業。
- 1980年（昭和55年）11月28日：廃止。

## 駅構造
千鳥式ホーム2面2線を有する地上駅であった。

### のりば
| のりば                                   | 路線    | 方向 | 方面                               | 行先     |
| ---------------------------------------- | ------- | ---- | ---------------------------------- | -------- |
|                                          | ■平野線 | 上り | 阪堺線直通：田辺・阿倍野・今池方面 | 恵美須町 |
| 上町線直通：田辺・阿倍野・天王寺駅前方面 | ■平野線 | 上り | 天王寺駅前                         |          |
|                                          | ■平野線 | 下り | 平野方面                           | 平野     |

## 現状
現在は背戸口公園として整備されており、「なんかいでんしゃひらのみち」とひらがなで書かれた記念碑があり、当時の路線図も記されている。また、敷地内の歩道は軌道敷をイメージしたデザインとなっている。

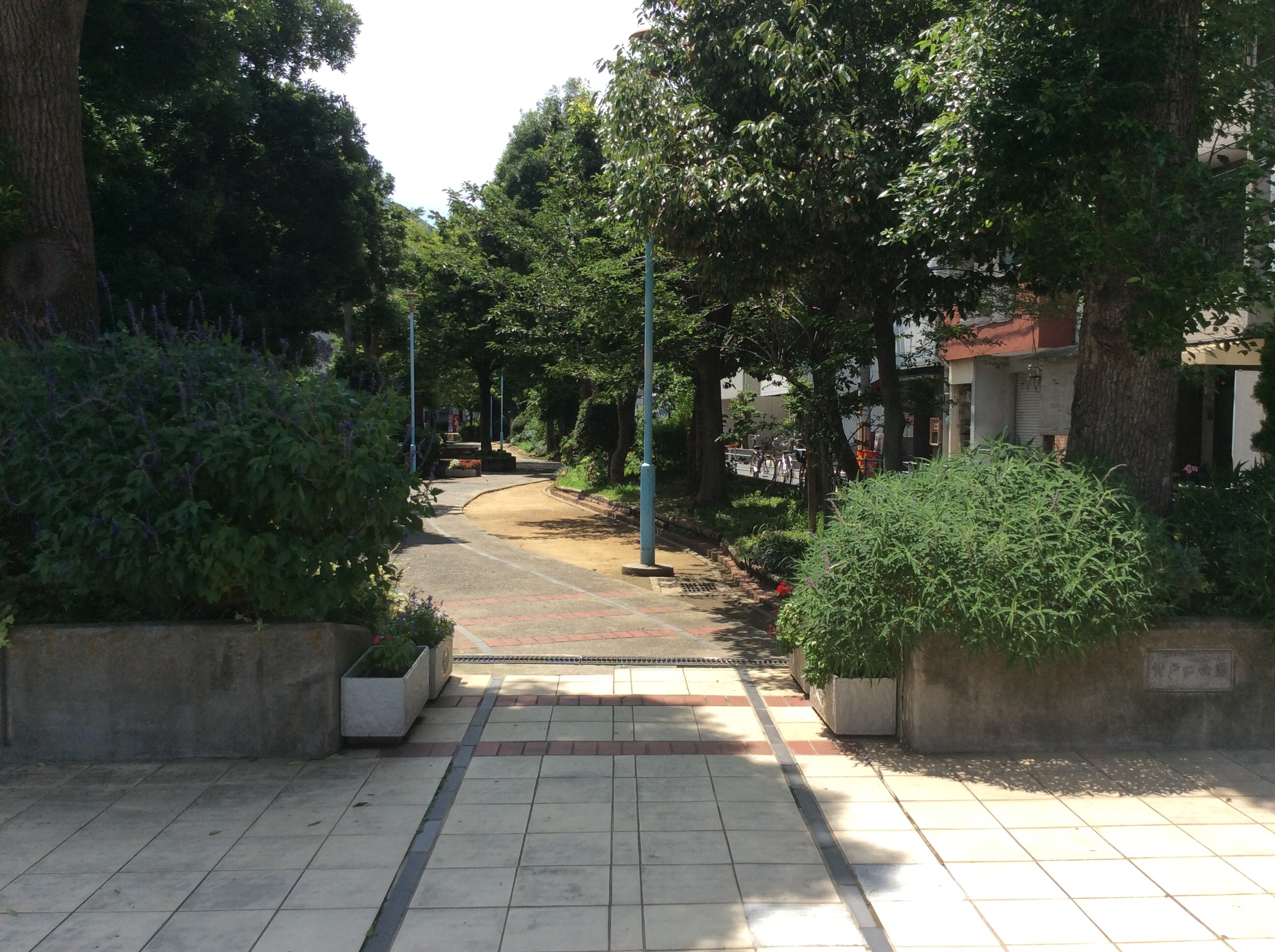
背戸口公園
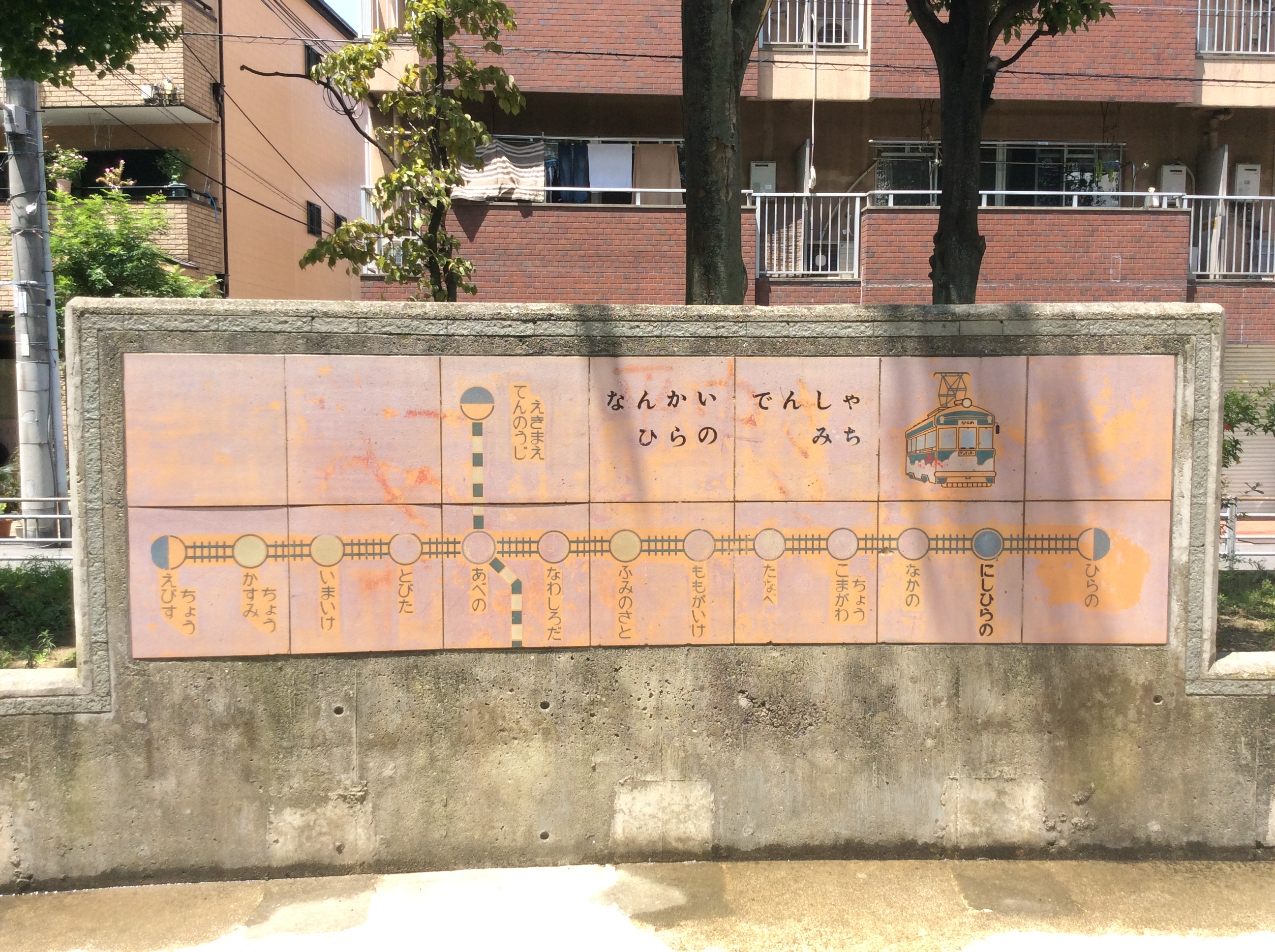
記念碑
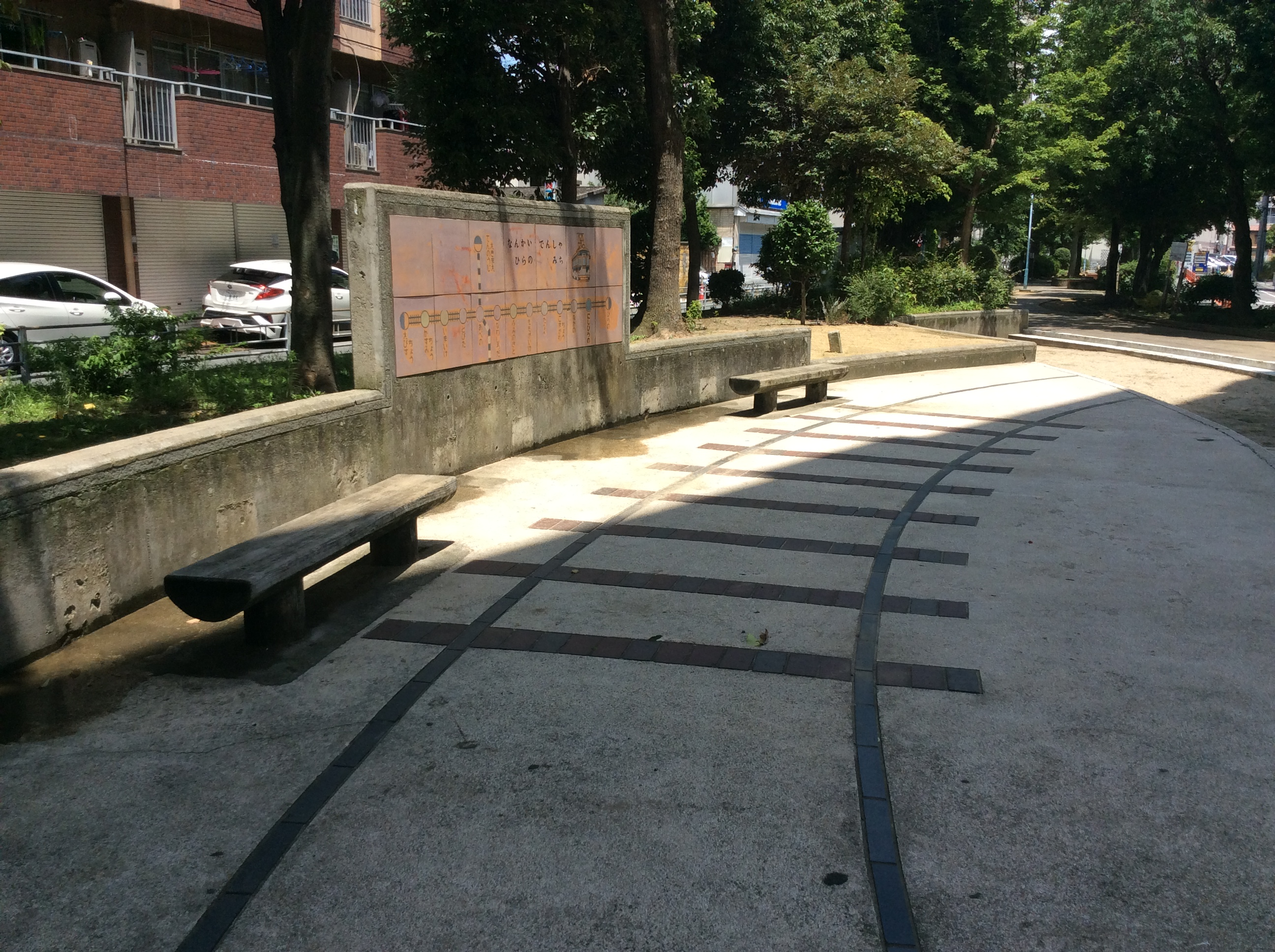
線路を模したタイル

## 隣の停留場
南海電気鉄道
■平野線
中野停留場 - 西平野停留場 - 平野停留場